# Arthraerua leubnitziae
Arthraerua leubnitziae là loài thực vật có hoa thuộc họ Dền. Loài này được (Kuntze) Schinz mô tả khoa học đầu tiên năm 1894.